# Vergina

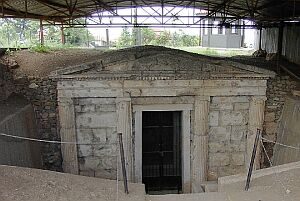
Gravkammare i Vergina

Vergina (grekiska: Βεργίνα), äldre namn Aigai (grekiska: Αιγαί), makedonska och bulgariska: (Kutleš/Кутлеш), turkiska: (Kütles) är en mindre stad i det grekiska landskapet Makedonien i norra Grekland med ungefär 2 000 invånare. Den moderna staden grundades 1922, men utgrävningar har visat att det här var platsen för den antika staden Aigai, som en gång var huvudstad i det antika kungariket Makedonien.
Filip II av Makedonien mördades i staden 336 f.Kr. En stor grav utgrävdes här 1977; enligt vissa arkeologer och forskare var detta Filip II:s grav, medan andra forskare hävdar att så inte är fallet.